# Nancy Gee
Nancy Gee (Pointe-Claire, 10 aprile 1968) è un'ex sciatrice alpina canadese.

## Biografia
Specialista delle prove veloci originaria di Niagara Falls, la Gee debuttò in campo internazionale in occasione dei Mondiali di Crans-Montana 1987, sua unica presenza iridata, senza ottenere piazzamenti; l'anno dopo ai XV Giochi olimpici invernali di Calgary 1988, sua unica presenza olimpica, si classificò 13ª nella combinata. In Coppa del Mondo conquistò il primo piazzamento a punti, nonché miglior risultato in carriera, il 27 gennaio 1990 a Santa Caterina Valfurva in supergigante (14ª) e prese per l'ultima volta il via il 7 marzo 1993 a Morzine nella medesima specialità (40ª), ultimo piazzamento della sua carriera internazionale.

## Palmarès

### Coppa del Mondo
- Miglior piazzamento in classifica generale: 76ª nel 1990

### Campionati canadesi
- 4 medaglie (dati parziali fino alla stagione 1994-1995)[2]:
  - 4 ori (supergigante[1], combinata nel 1990; slalom speciale, combinata nel 1993)